# Pocztowa Komora Śląska
Powołana w 1578 jako instytucja nadrzędna i kontrolna śląskiej poczty państwowej. Jej celem było usprawnienie działalności śląskiej poczty. Siedzibę Pocztowej Komory Śląskiej ustanowiono we Wrocławiu. Na jej czele stał agent pocztowy, którego zadaniem było odbieranie i ekspediowanie przesyłek oraz odprawianie gońców pieszych i konnych. Po połączeniu kursów gońców Pocztowej Komory Śląskiej z kursami prywatnej poczty księcia brzeskiego Jana Chrystiana w 1618 założono na Dolnym Śląsku państwowy ruch powszechny gońców pocztowych.

## Literatura
- A. Śnieżko, Szkice z dziejów poczty śląskiej, Zamość 1957, s. 18-19.